# Filtracija vode
Filtracija vode je postupak propuštanja vode kroz poroznu sredinu (filterski materijal). Primenjuje se za uklanjanje koloidnih čestica i mikroorganizama (prvenstveno bakterija) koji su nakon procesa taloženja zaostale u vodi, posebno najsitniji koloidi koji se nisu uspeli slepiti u flokule, već se i dalje nalaze u vodi. Tokom filtracije će i te čestice biti uklonjene u dodiru s filterskim materijalom.
U vodovodima se danas kao osnovni filtracioni materijal primjenjuje kvarcni pesak. Ova vrsta peska sadrži silicijum dioksid (SiO2), koji uspešno neutraliđe preostale moguće sile koloida zaostale u vodi nakon procesa taloženja. Na filtraciju se dovodi voda sa mutnoćom do 8 (izuzetno 16) [°NTU], jer bi veća mutnoća izazvala brzo prljanje filterskog materijala, i potrebu za njegovo vrlo često pranje (čišćenje).

## Opšte informacije
Filtracija vode je složen postupak koji u sebi objedinjuje sledeće:
- Mehaničko dejstvo —  koje se sastoji u odstranjivanju čestica većih od pora filterskog materijala,
- Adhezijsko dejstvo — koje se ogleda u prianjanju čestica na površinu filterskog materijala,
- Adsorpcijsko dejstvo — koje se sastoji od pripijanja (na površini filterskog materijala) čestica koje sa vodom prodiru u poroznu sredinu,
- Taložno dejstvo — koje se sastoji u gravitacijskom izdvajanju čestica koje s vodom prodiru u unutrašnjost filterskog materijala,
- Hemijsko dejstvo — koje se ogleda u rastavljanju (disociranju) mutnoće na sitnije delove ili u njenom pretvaranju u nerastvorivu masu koja se potom uklanja iz vode,
- Biološko dejstvo — koje se ogleda u stvaranju biološke opne ili prevlake (filma, membrane) od mikroorganizama.

Postupak filtriranja se odvija u posebnim objektima – ili filtracionim uređajima.

## Istorija
Tokom 19. i 20. veka, prečišćavanje vode za piće u domaćinstvima obavljalo se uglavnom sporim filterima ili brrzim filterima. Sporo prečišćavanjevršeno je kroz biološku opnu koju stvaraju mikroorganizmi na površini filtrirajućeg sloja, i zato nosi naziva i površinsko filtriranje. Brzo prečišćavanje nastaje filtriranjem kroz celi filtarski sloj, i nosi naziv dubinsko filtriranje.
Iako je i pre bilo manjih sistema za prečišćavanje pitke vode, grad Paisley u Škotskoj bio je prvi koji je stvorio sistem za prečičćavanje vode za celi grad 1804. godine (tasnovan na sporom filtriranju). Nakon toga je više stotina sistema za filtriranje vode sagrađeno u Evropi. Ubrzo je otkriveno da se dodavanjem aluminijum sulfata u neobrađenu vodu ne samo poboljšava kvalitet vode već i ubrzava sam postupak. Tako je nastalo brzo filtriranje koje je ubrzalo sam postupak prečiščavanja vode i do 60 puta.

## Vrste filtera ili filtracija vode
Zavisno od načinu kretanja vode kroz filtarski materijal, filteri se dele na: 
- gravitacione filtere
- filtere pod pritiskom,
- vakuumske filtere.

Po načinu rada i zadržavanja rastvorenih čestica moguće je razlikovati: 
- sporo filtriranje
- brzo filtriranje.

### Gravitacioni filteri
Gravitacioni filter je otvoreni rezervoar u kojem se iznad filtrirajućeg sloja nalazi voda sa slobodnim vodnenim licem. Filtriranj nastaje zbog delovanja sile teže zbog visinske razlike između dovoda i odvoda vode na filteru.
Gravitaciono filtriranje se odvija u filtrima koji se grade kao otvoreni armiranobetonski bazeni u čijem je donjem delu drenažni sistem (drenaža) za odvod filtrirane vode. Na drenažni sistem se polaže sloj filtrirajućeg materijala. Voda koja je prošla postupak taloženja dovodi se na filtraciioni materijal i silaznim tokom prečiščava.
Osnovni elementi koji se određuju prilikom proektiranja ovih filtera su brzina filtriranja, dozvoljeni hidraulički gubici na filteru i optimalno vreme rada filtera između dva pranja, odnosno čišćenja. Hidraulički gubici prvenstveno zavise od:
- osobina  filterskog materijala (debljina sloja, poroznosti, dimenzije i procenatu učešća pojedinih frakcija),
- brzine filtriranja,
- viskoznosti vode,
- gravitacijskom delovanju.

Optimalno vreme rada filtera određuje se na osnovu dva uslova: 
- Prvog, koji se odnosi na prljanje filterskog materijala, zbog čega u procesu filtriranja postepeno dolazi do smanjenja poroznosti ispune filera, odnosno do začepljenja pora, a time i do do povećanja hidrauličkih gubitaka (kolmatacije). Ti se gubici povećavaju kroz period tokom kojeg njihova vrednost doseže vrednost raspoloživog pritiska;
- Drugi uvslov se odnosi na činjenicu da sa porastom prljanja filterskog materijala dolazi do povećanja brzine protoka vode u porama, što dovodi do delomičnog iznošenja čestica suspenzije  koje su se prethodno zadržale u porama. Kao rezultat toga dolazi do pogoršavanja kvaliteta filtrirane vode.

### Filteri pod pritiskom
Filteri pod pritiskom su zatvoreni (čelični) cilindrični rezervoari u koji se voda dovodi pod pritiskom. Filtriranje nastaje zbog razlike pritiska na dovodu i odvodu vode.

### Vakuumski filtеri
Vakuumski filtri su vrsta filtera kod kojeg na odvodu filtrirane vode vlada potpritisak (koji je niži od atmosferskog pritiska).

### Spori filteri
Sporo prečiščavanje vode nastaje filtriranjem kroz biološku opnu koju obrazuju mikroorganizmi na površini filterskog sloja. Zato se ono naziva i površinsko prečiščavanje. Odlika ovih filtera je veliko smanjenje mutnoće i veliki procenat zadržavanja bakterija (od 98 do 99%).
Postupak sporog prečišćavanje koje se odvija na sporim filterima, primenjuje sa za filtriranje  nekoagulisane vode koja sadrži nisku mutnoću (retko preko 8°NTU).
Ovi filteri rade na malim brzinama filtriranja, obično 0,1 do 0,3 m/h (najčešće 0,2 m/h) i protoka  do 1.000  m3/dan.
Kako je ovim  filterima potrebna velika površina, to utiče na njihove relativno visoke investicione troškove.

### Brza filtracija
Brza filtracija se vrši kroz celi filtarski sloj, izato nosi naziva i dubinsko filtriranje. Postupak se odvija na brzim proceđivačima koji se primenjuju za filtriranje vode koja je prošla postupak taloženja i ima mutnoću najviše 8°NTU.
Ova filtracija radi na relativno velikim brzinama filtriranja, obično 5 do 7 m/h (iznimno 15 m/h), u zavisnosti od granulometrijskim osobina filterskog sloja i vrsta filtera. Zbog velike brzine filtriranja, potrebna površina ovih filtrira je višestruko manja u odnosu na spore filtre. Međutim, sa druge strane, kod brzih filtera prisutno je znatno brže zagađenje, a time i potreba njihovog češćim pranjem (u proseku 1 do 2 puta dnevno).

### Filtracija aktivnim ugljem
Filtracija aktivnim ugljem se koristi za filtriranje vazduha i gasova (prečičavanje vazduha, prečišćavanje biogasa, uklanjanje mirisa, prečišćavanje dimnih gasova,  prirodno prečišćavanje, filtriranje para rastvarača), filtriranje vode (filtriranje vode za piće, filtriranja industrijskih ili komunalnih otpadnih voda, filtriranja kotlovskih i rashladnih voda, u filterima za kućnu upotrebu, za filtriranje vode u bazenima i akvarijima), obrada tečnosti (aktivni ugalj se koristi za uklanjanje rastvorenih organskih suspstanci, i za kontrolu ukusa i mirisa u hemijskoj, farmaceutskoj i prehrambenoj industriji, kao što su glukoza, masti i ulja, glutamati, šećeri, pivo i sokovi) i za posebne primene (kod prerade zlata, membranske filtracije, u duvanskoj industriji, u klimatizacionim uređajima, kod raznih katalitičkih procesa i drugo).

### Keramički filteri
Keramički filteri za prečićavanje vode su vrsta jednostavnih, jeftinih i korisnih filtera, koji se u postupku prečiščavanja koriste za uklanjanje prljavštine, nečistoća i bakterija iz vode.

## Materijali za filtriranje
Najrašireniji materijal za filtraciju vode je kvarcni pesak. Osim kvarcnog peska, u primeni su i materijali kao što su:
- hidroantracit,
- aktivni ugalj,
- specijalni minerali (zeoliti)
- zaštićeni proizvodi raznih proizvođača.

### Kvarcni pesak
Čestice ili zrnca kvarcnog peska trebaju biti što sličnije obliku kugle. Zavisno od namene filtera (kvaliteta prljanja) bira se odgovarajuća filtracijska ispuna, koja odgovara jednoj og granulacijskih ispuna. Za svaku granulacijsku grupu standard propisuje dozvoljeni sadržaj čestica iznad i ispod granulacijskog raspona. Osim udela finijih i krupnijih čestica, propisana je i raspodela granulacionih faza filtracijske mase, uvođenjem koeficijent uniformnosti U:
U = d60 / d10 ≤ 1,5
gdje je: 
- d60 — veličina čestice filtracijske ispune u mm  sa 60% masenog udela filtarcione ispune koju čine čestice manje ili jednake d60;
- d10 —  veličina čestice filtracione ispune u mm sa 10% masenog udela filtarcijske ispune koju čine čestice manje ili jednake d10.[2]

Granulometrijska ispravnost filtra je vrlo bitna za kvalitetu filtracijskog procesa. Jer se time postižu veći učinci odvajanja (separacije) suspendovanih supstanci, duži radni vek između dva pranja, veći učinak (kapacitet) filtera, manji pad pritska preko filterske ispune.
Sadržaj, odnosno maseni udeo kvarca (SiO2) mora biti minimalno 96%. Filtracijski materijal za pripremu pitke vode ne sme biti zagađen susptancama, čije bi rastvaranje pogoršavalo kvalitet u filtrirane vode. Gustoća kvarcnog peska mora biti u rasponu od 2.500 do 2.670 kg/m3. Nasipna gustoća suvog kvarcnog peska je oko 1.600 kg/m3.

### Višeslojna filterska ispuna
Primena višeslojnih filterskih ispuna donosi znatna poboljšanja u procesu filtracije, jer se primjenjuju različiti materijali kao što su kvarcni pesak, hidroantracit, koks i drugi. Jedna od najčešćih kombinacija je hidroantracit/kvarcni piesak.
Hidroantracit je čvrsti, sjajno-crni, oštrougaoni mineral manje specifične težine, pa se u filter stavlja kao gornji sloj ispune. Po svom sastavu je gotovo čisti ugljenik, a po poreklu najstariji ugljenik, odnosno poslednji u nizu transformacije biljnih ostataka.
Važno svojstvo ovih filtera je da je granulacija hidroantracita uekk veća od granulacije peska. Kao donji, nosivi sloj koristi se kvarcni pesak granulacije od 2,0 do 3,15 mm.
Gravitacioni, odnosno otvoreni filteri se projektuju sa minimalnim visinama sloja od 600 mm za kvarcni pesak, i 400 mm za hidroantracit. Uz to se preporučuje i nosivi sloj kvarcnog peska veći od 200 mm. Prilikom pranja filtera specifično lakši antracit hidrauličnom separacijom ostaje kao gornji sloj filterske mase. Kako se hidroantrcit sastoji od čestica veće granulacije (u odnosu na pesak) zadržavaju se samo krupnije nečistoće, a finije prolaze kroz antracit do finije granuliranog kvarcnog peska odnosno do drugog filtracijskog sloja. Time se omogućuje dubinska filtracija, koja ima određene prednosti: 
- bolji učinak filtracije,
- povećanje brzine filtracije,
- povećanje učinka filtera,
- povećanje sigurnosti protiv prodora nečistoća,
- smanjenje specifičnog utroška vode za pranje,
- produženje trajanja radnog perioda filtera.

Postoje, međutim izvesni zahtevi kod sistema za pranje filtera. Naime dok se za jednoslojne peščane filtere postupak pranja sastoji od protivpranja vodom od oko 20 m3 vode/m2h i provetravanja vazduha s oko 50 m3/m2h, kod višeslojnih filtera koriste se veći volumni protoka od 40 do 70 m3 vode/m2h uz kraće trajanje samog pranja.

## Spoljašnje veze
Mediji vezani za članak Filtracija vode na Vikimedijinoj ostavi